# Cristina Tacoi
Cristina Tacoi (n. 8 iunie 1933, Plenița, Dolj – d. 27 aprilie 2010, Craiova) a fost o actriță a Teatrului Nottara din București și scriitoare.

## Biografie
A absolvit Institutul de Artă Teatrală și Cinematografică din București în 1955 și a fost repartizată la teatrul din Oradea. Chiar în primul an, la primul mare concurs de teatru la nivel național – Decada dramaturgiei originale din 1956 – a luat Premiul I pentru Interpretare feminină cu rolul Ioana din spectacolul „Inima noastră” de Valeriu Luca.
De acolo, după patru stagiuni, s-a transferat la Teatrul „C.I.Nottara” din București.
A fost membră a Asociației Scriitorilor București.
A fost căsătorită cu actorul Andrei Bursaci, cu care au avut un copil, Cătălin (1957 - 1975).
A fost înmormântată la Plenița, joi 29 aprilie 2010.

## Teatru

### Teatrul de Stat Oradea
Sursa:
- Olga în Liceenii de Konstantin Treniov, 1955, regia Radu Penciulescu
- Ioana în Inima noastră de Valeriu Luca, 1956, r. Corneliu Zdrehuș
- Nastenka în Cu dragostea nu-i de glumit de B. Dihovicinîi și M. Slobodskoi, 1956, r. Dorel Urlățeanu
- Luciana în Comedia erorilor de William Shakespeare, 1956, r. Corneliu Zdrehuș
- Altă invitată în Clubul împușcaților de Jean-Paul Sartre, 1956, r. Corneliu Zdrehuș
- Gena în Titanic vals de Tudor Mușatescu, 1956, r. Valentin Avrigeanu
- Beatrice în Slugă la doi stăpâni de Carlo Goldoni, 1957, r. Vasile Pop
- Aretia în Dezertorul de Mihail Sorbul, 1957, r. Gróf Ladislau
- Acrivița în Articolul 214, de Caragiale, 1958, r. Dorel Urlățeanu și Radu Penciulescu
- Mimi Butnaru în Masca lui Neptun de Grinevici-Pantelimon, 1957, r. Dan Alecsandrescu
- Cătălina în Povestea din pădurea aurie de Valentin Avrigeanu, 1958, r. Radu Penciulescu
- Ioana în Acolo, departe de Mircea Ștefănescu, 1958, r. Dan Alecsandrescu
- Mioara în Idolul și Ion Anapoda de George Mihail Zamfirescu, 1958, r. Dan Alecsandrescu
- Minka în Aristrocrații de Nikolai Pogodin, 1959, r. Radu Penciulescu
- Marcela în Ziariștii de Alexandru Mirodan, 1959, r. Dan Alecsandrescu
- Mariana Pleșoianu în Nota zero la purtare de Virgil Stoenescu și Octavian Sava, 1959, r. Ion Marinescu
- Sonia în Unchiul Vania de A. P. Cehov, 1959, r. Dan Alecsandrescu
- Mama în Montserrat de Emmanuel Roblės, 1959, r. Radu Penciulescu
- Caterina în Gara mică de Dan Tărchilă, 1959, r. Ion Marinescu

## Filmografie
- Răscoala (1966)
- Hyperion (1975)
- Din nou împreună (1978)
- Căruța cu mere (1983)
- Lișca (1984)
- Moromeții (1987) - Aristița Bălosu
- Secretul lui Nemesis (1987)
- Vulcanul stins (1987)
- Maria și marea (1989)
- Craii de Curtea Veche (1996)
- Binecuvântată fii, închisoare (2001)
- În fiecare zi Dumnezeu ne sărută pe gură regia Sinișa Dragin (2001)
- Examen (2003)
- Inimă de țigan (2007)

## Cărți
- Așezare de lucruri, București, 1968
- Ierugi: Poezii, Editura pentru literatură, București, 1969
- Hesperara, prefață de Emil Botta, Editura Eminescu, București, 1971
- Epitaf pentru iarbă:  poeme, Editura Cartea Românească, București, 1972
- Câmpia pierdută, Editura Cartea Românească, București, 1978
- Gențiane: poeme, Editura: Eminescu, București, 1979
- Multcălătoare/Preatrecătoare: versuri, Editura Albatros, București, 1981
- Anotimpuri, Editura Eminescu, București, 1983
- Plâng, iubite prinț, Editura Albatros, București, [1984]; Editura Semne, București, 2000
- Călătorie în absență, Editura Eminescu, București, 1987
- Fascinația clipei: versuri, Editura Eminescu, București, 1991
- Prințul chiparos, Editura Ramida, București, 1997 - cu desene de Cătălin Bursaci
- Plâng, iubite prinț, Editura Semne, București, 2000 - vol. I-V
- Elegie pentru Hesperara: trei piese într-un act, Editura Semne, București, 2001
- Antologie de versuri, Editura Semne, București, 2002
- Clipe și nopți, Editura Semne, București, 2002
- Hesperara: [roman], Editura Semne, București, 2003

## Colaborări
- Revista noastră (Debut 1947)
- Ramuri (1966-1969)
- Luceafărul (1967-1972)
- Amfiteatru (1967)
- Gazeta literară (1966-1968)
- Familia (1966-1968)
- Viața românească (1966; 1972)
- Tribuna (1972) etc.